# Mount Kosciuszko
Der Mount Kosciuszko [maʊnt ˈkɔziˌɔskəʉ] (als veraltete Schreibweise findet sich oft auch Mount Kosciusko) ist mit 2228 m der höchste Berg auf dem Festland des australischen Kontinents. Er befindet sich in New South Wales in den Snowy Mountains.

## Geographie
Der höchste Berg auf dem Staatsgebiet Australiens ist der Mawson Peak (2745 m) auf der Insel Heard, die jedoch nicht zum australischen Kontinent zählt. Als höchster Berg des australischen Kontinents und damit einer der Seven Summits wird heute insbesondere unter Alpinisten meist die Carstensz-Pyramide (4884 m) in Neuguinea gezählt, vereinzelt wurde jedoch auch der Mount Kosciuszko als einer der Seven Summits bezeichnet.
Umgeben ist der Berg vom Kosciuszko-Nationalpark, der mit einer Ausdehnung von 6900 km² der größte in New South Wales ist und zum Schutz von Australiens einzigartiger alpiner Flora und Fauna errichtet wurde.
Unweit des Mount Kosciuszko befindet sich der mit 2209 m nur geringfügig niedrigere Mount Townsend. Die Namen Mount Townsend und Mount Kosciuszko waren ursprünglich dem jeweils anderen Berg zugeordnet. Höhenmessungen ergaben, dass der ursprünglich für höher gehaltene Mount Kosciuszko kleiner als der Mount Townsend war. Damit der Mount Kosciuszko trotzdem der höhere Berg bleiben konnte, tauschte das New South Wales Lands Department die Namen beider Gipfel.

## Name
Benannt wurde Mount Kosciuszko 1840 von dem polnischen Entdecker und Erstbesteiger Paweł Edmund Strzelecki zu Ehren des polnischen und US-amerikanischen Nationalhelden Tadeusz Kościuszko.

## Sport
Bergsteigerisch ist der Mount Kosciuszko keine Herausforderung, ein einfacher, jedoch langer Wanderweg führt auf den Gipfel.

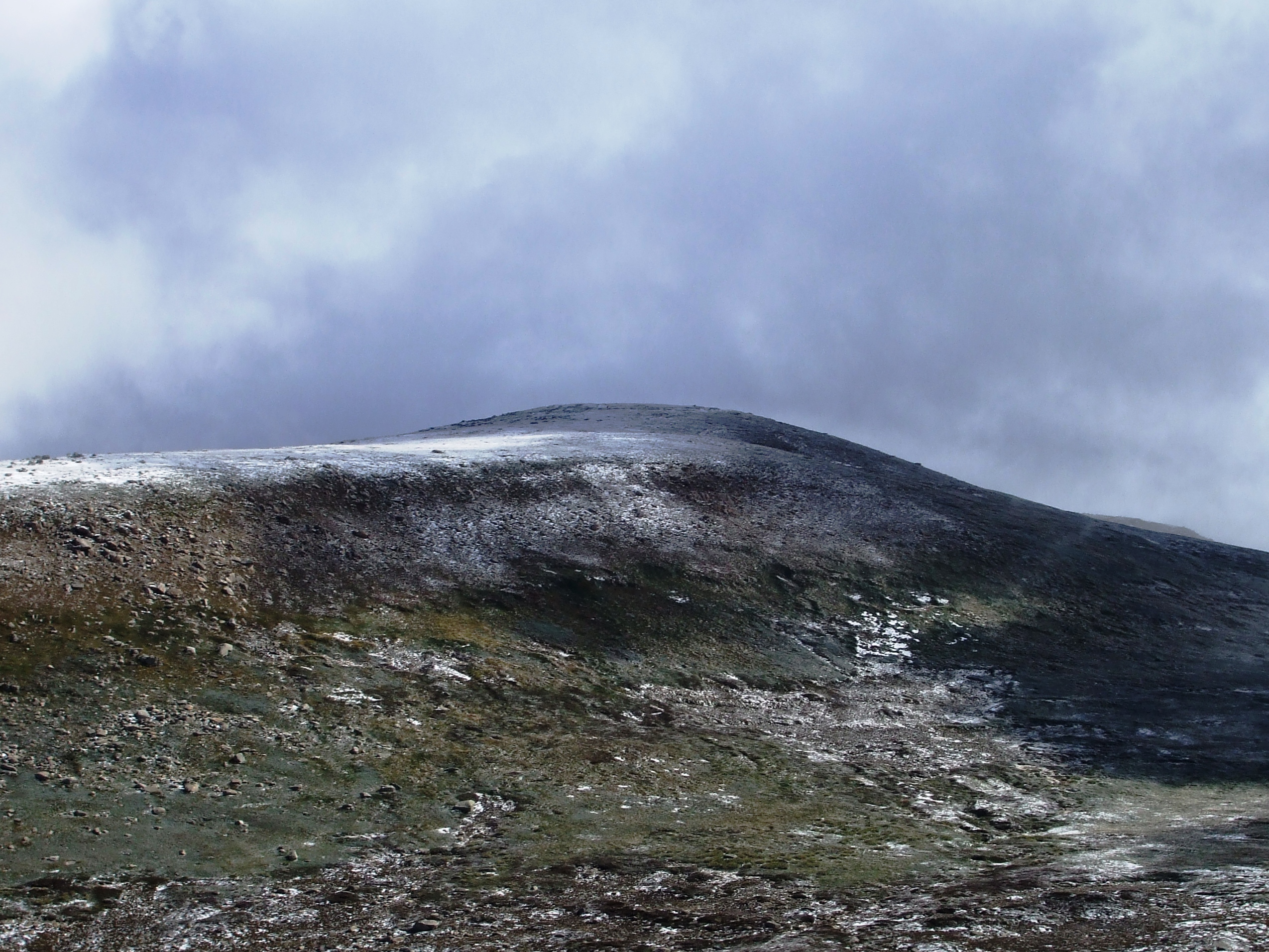
Mount Kosciuszko von der Südseite
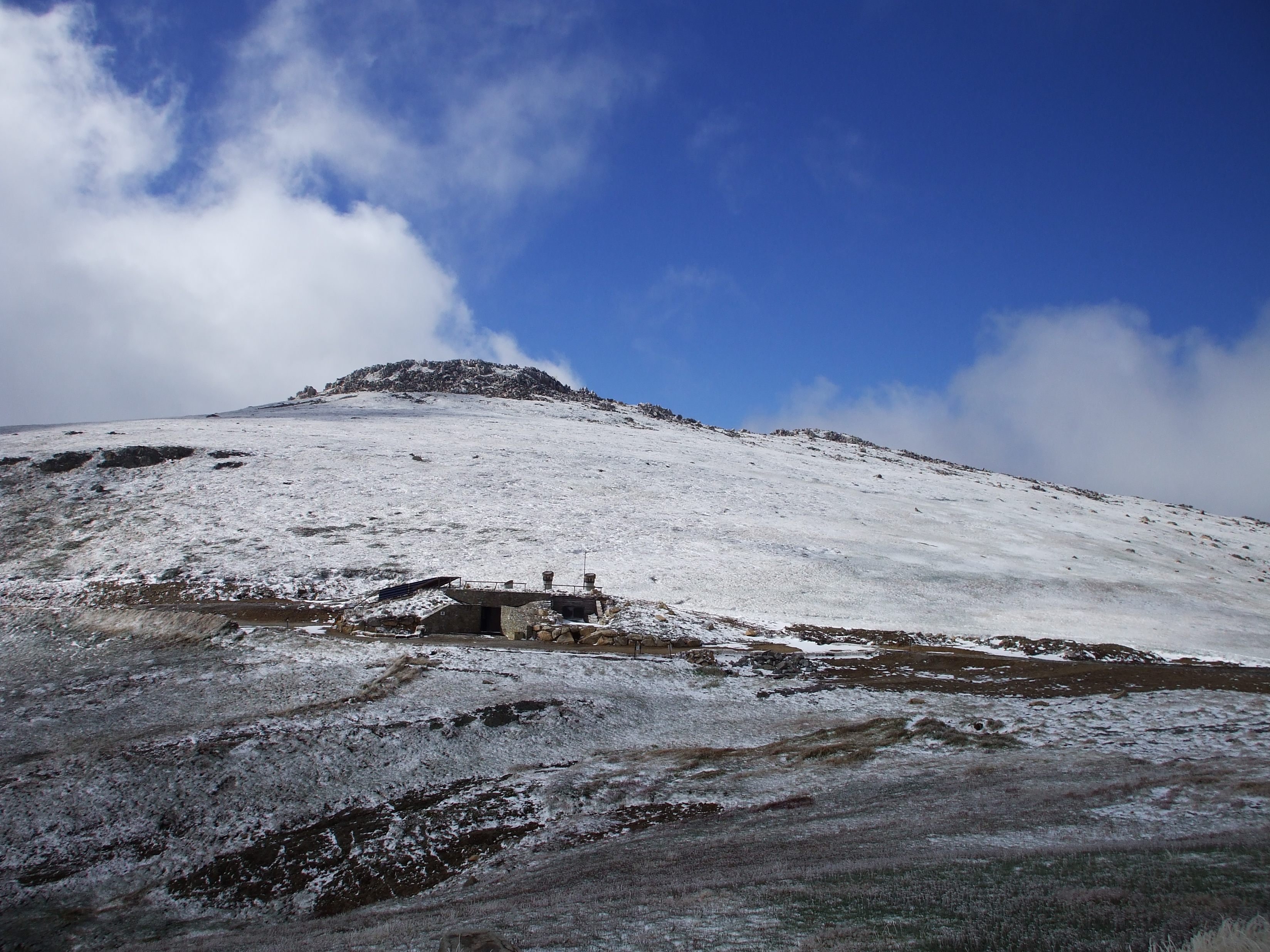
Mount Etheridge von der Südseite
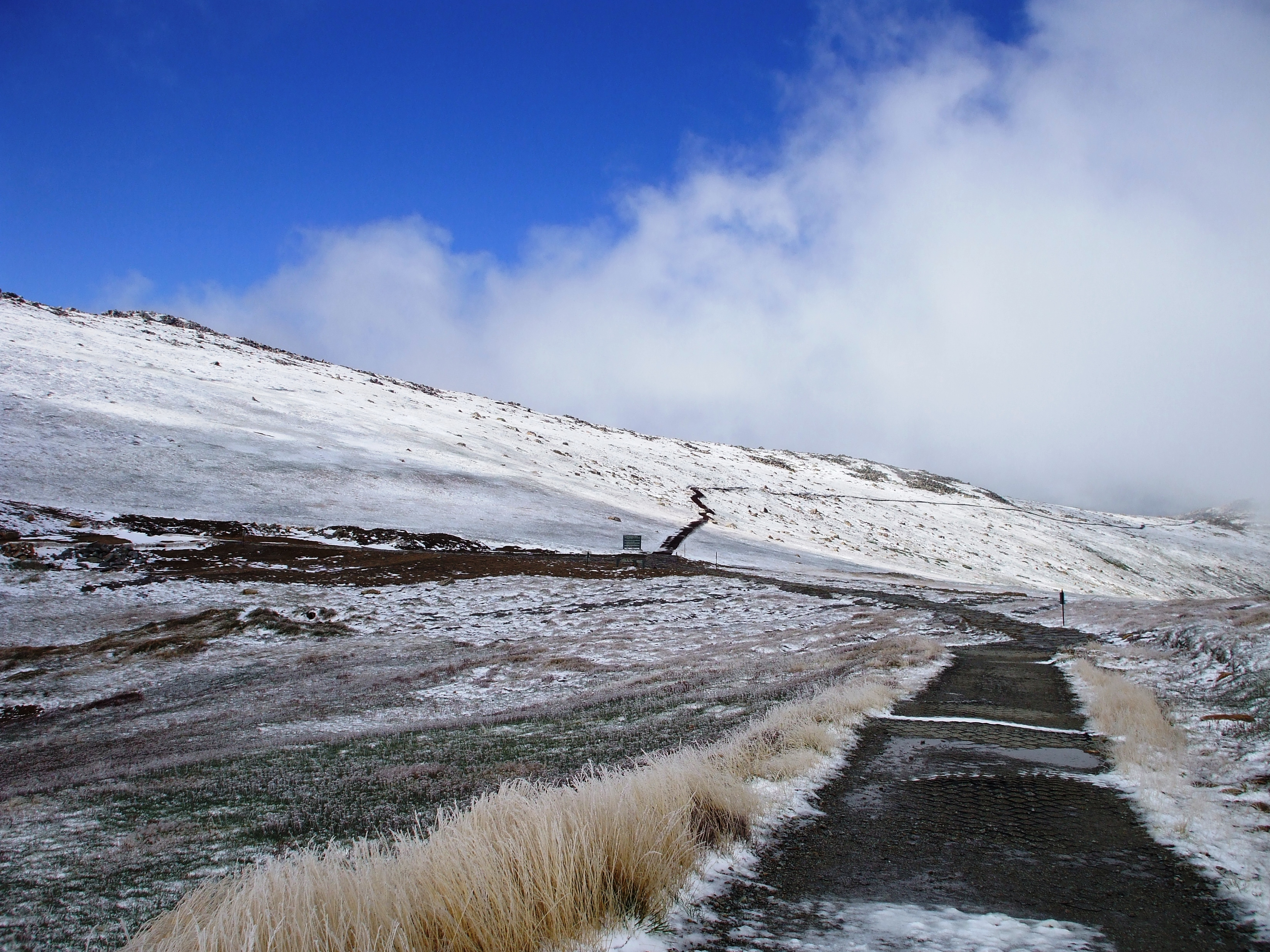
Die Ostseite des Berges
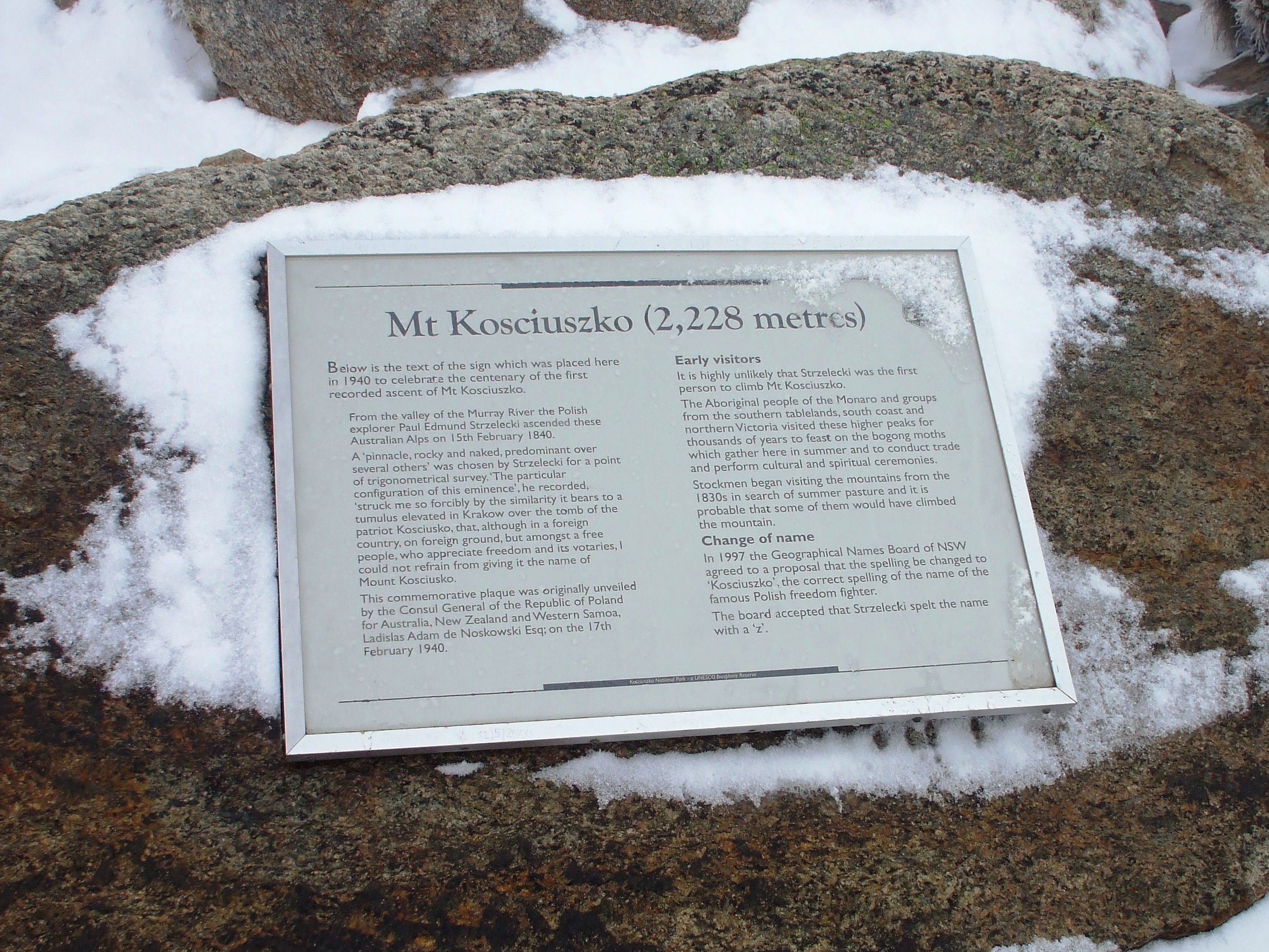
Informationstafel am Gipfel
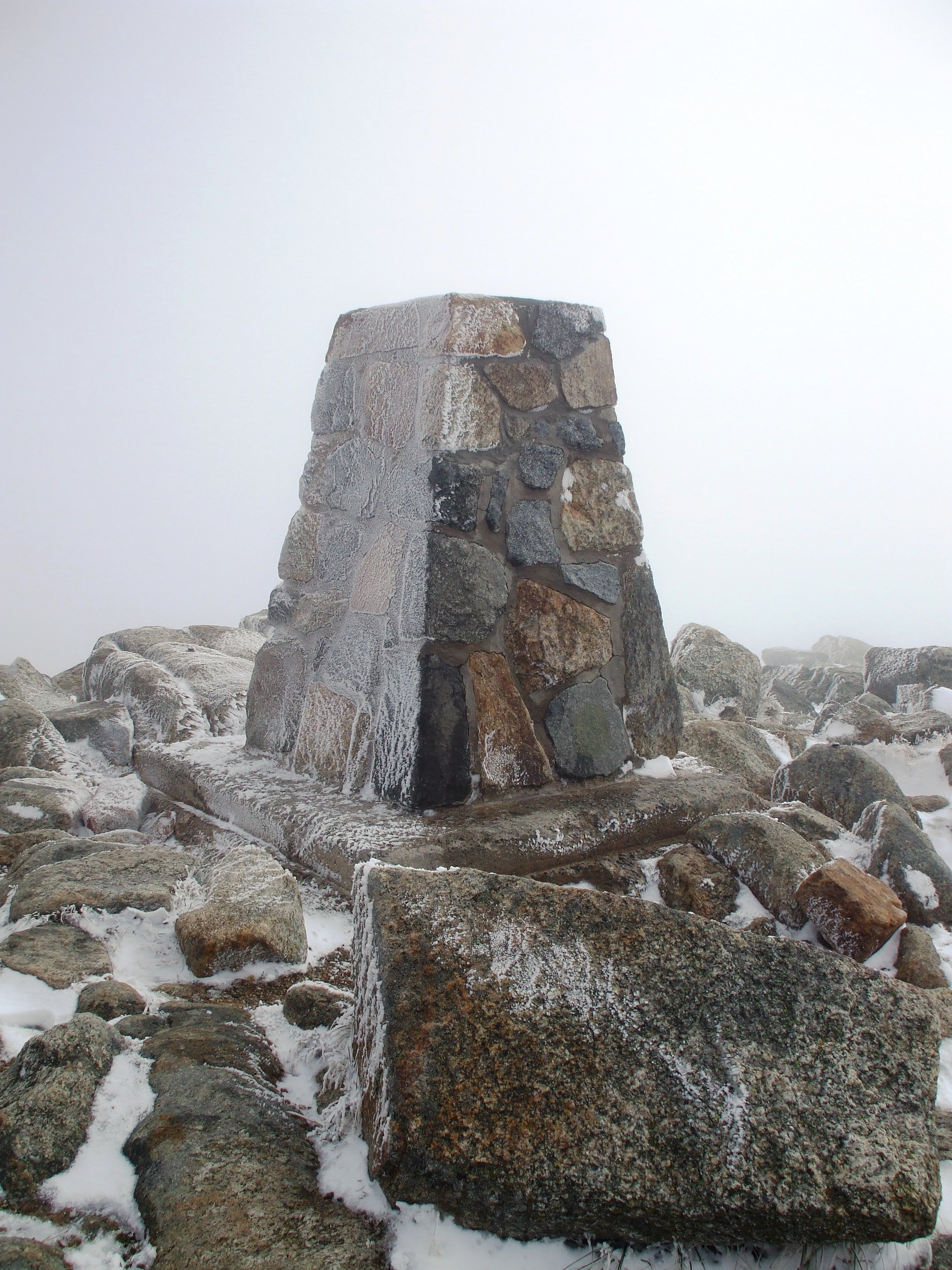
Monument auf dem Gipfel des Berges
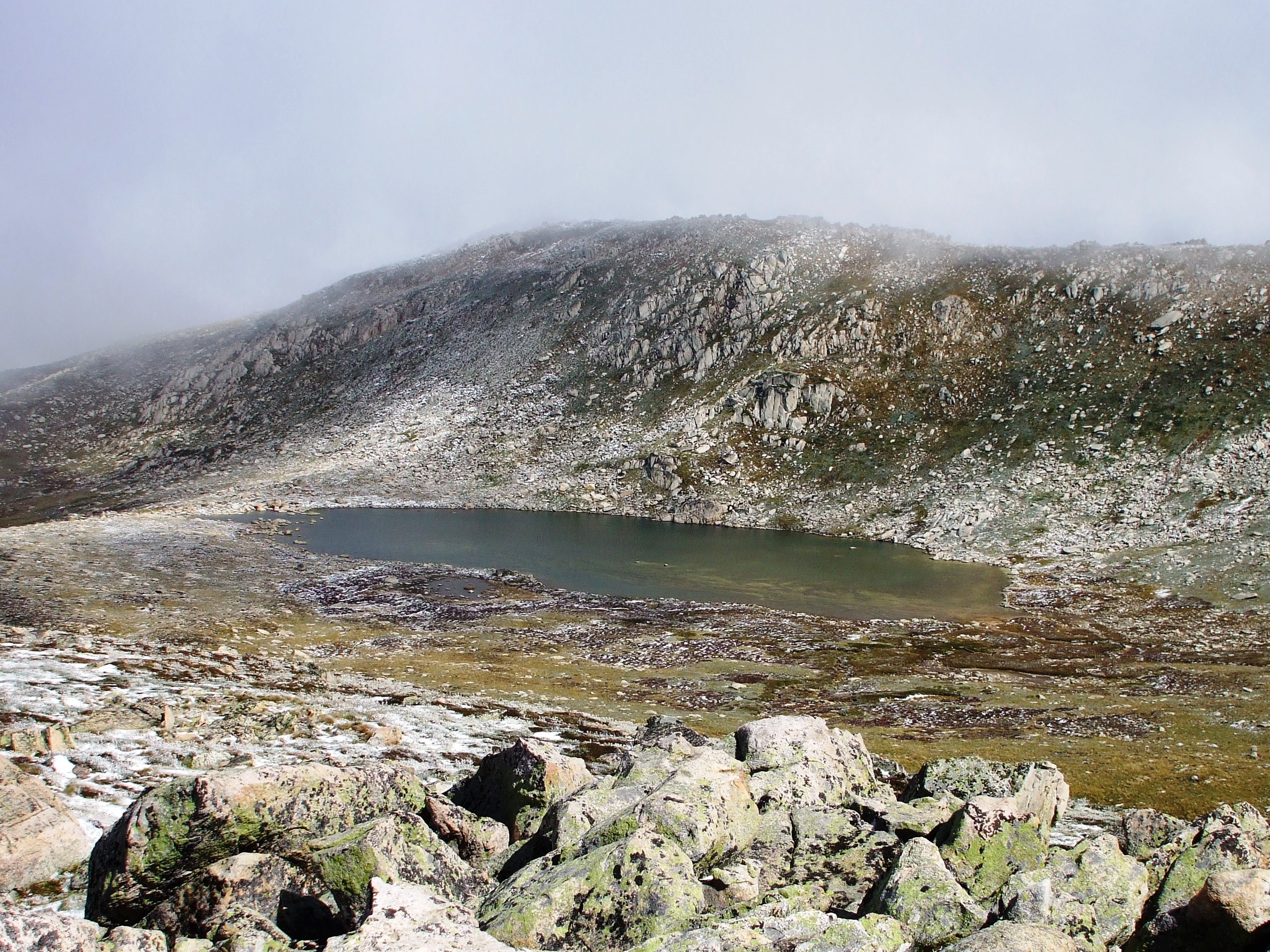
Lake Coopatamba, der höchstgelegene See des australischen Kontinents